# 信息集 (博弈论)
博弈论中，信息集是指对于特定的参与者，建立基于其所观察到的所有博弈中可能发生的行动的集合。如果博弈是完美信息的，每个信息集只能有一个参与者，并显示博弈所处的阶段。否则，有的参与者可能就不知道博弈的状态，以及自己周围的形势。
具体来说，在扩展形式的博弈中，信息集就是一系列的决策节点，例如：
1. 每个节点只描述一个参与者。
2. 参与者无法区分信息集里的多个节点。即是说：如果信息集有多个节点，信息集所属的参与者就不知道能往哪个节点移动。

## 例子
右图是两个用扩展形式表述的性别战博弈。
第一个博弈是序贯博弈，当第二个参与者做出选择时，双方都已经知道第一个参与者是选择的O（歌剧），还是F（足球）了。
第二个博弈也是有先后顺序的，但是虚线表示了第二个参与者的信息集。通常用来表示第二个参与者做选择的时候，不知道第一个参与者的选择。
这个差异也导致了博弈的预测不同。第一个博弈中，参与者1有先发优势，他可以安全的选择O（歌剧）。因为一旦参与者2知道参与者1选择了歌剧，那么他会选择2的收益，而不是F（足球），得到0收益。这是通过子博弈完美来解释这个博弈。
第二个博弈中，参与者2不知道参与者1的选择，所以也可以看作是同时博弈。所以子博弈完美不能得到纳什均衡，最后我们会得到三个可能的结果：
1. 都选择歌剧;
2. 都选择足球;
3. 或者都用混合策略，即参与者1在3/5的次数中选择O（歌剧），参与者2在3/5次数中选择F（足球）。

即在当前例子中：

前者2拥有两个信息集，后者2只拥有一个信息集。